# Cécile Kayirebwa
Cécile Kayirebwa (Kigali, 22 d'octubre de 1946) és una cantant de Ruanda. Va portar la seva família a Bèlgica, però ha realitzat gires i publicacions d'àlbums. És coneguda per cantar sobre Ruanda. Va demandar a les estacions de ràdio de Ruanda el 2013 per no pagar les seves regalies.

## Biografia
Kayirebwa va néixer a Kigali el 1946. Ambdós pares eren cantants entusiastes i cantaria cançons pop que havia escoltat cantades per Johnny Hallyday, Stevie Wonder i France Gall. Es va unir a un grup que va ser transmès per Radio Rwanda mentre encara era un nen. Va tenir una infància feliç i es va formar per convertir-se en funcionari de benestar social. Mentrestant, va estudiar cant i composició i va compondre el seu estudi sobre la música ruandesa tradicional. Va escriure cançons en lloança de la ruandesa reina Rosalie com a governant benigna.
Kayirebwa va ser convidat a cantar per la seva reina, però el 1973 va esclatar la guerra al seu país i va marxar amb la seva mare a viure a Bèlgica. Van viure a la Losera, on la seva mare vivia amb un soldat francès i parlava i cantava fluidament en francès. She was a member of a group called Iyange for five years. A Europa va continuar treballant com a cantant amb companys seus de la diàspora ruandesa. Ella i el seu marit van tenir quatre fills i va estudiar el seu patrimoni cultural al Museu Reial de l'Àfrica Central a Tervuren. Va aparèixer per Europa i Amèrica en el grup Bula Sangoma a mitjans de la dècada del 1980 i van editar un àlbum el 1985.
El 1988 va tornar a casa massa tard per reunir-se amb la seva mare, que va morir a Ruanda just abans que arribés. Va cantar la seva cançó sobre la felicitat titulada "Umunezero" i es va dir que la cançó era popular entre el Front Patriòtic Ruandès. Kayirebwa va cantar en grups i en solitari. El seu primer àlbum en solitari era titulat Music from Rwanda i incloïa cançons del burundès Jean-Christophe Matata. Va publicar àlbums en 2002 i 2005 i va participar en festivals inclòs l'Holocaust Memorial Event a Londres el 2001.
Ella i Christine Coppel van formar una organització caritativa anomenada "Hope, the Children of a Thousand Hills" que és relacionada amb el seu país.
En 2013 Kayirebwa va demandar les emissores de ràdio ruandeses, inclosa l'emissora estatal Radio Rwanda, on se la sentia freqüentment, però ella no havia rebut els corresponents royalties.